# RD-8
RD-8エンジンはユージュノエ設計局によってゼニットの2段目の姿勢制御用エンジンとして開発された。4基の角度を変える事が可能な燃焼室と1台のターボポンプで構成される。首振り角度は1軸方向に±33°可動する。4基の燃焼室とノズルはゼニットロケット2段目の主エンジンのRD-120を中心にして取り囲んで配置される。推進剤は液体酸素とケロシンの組み合わせである。真空中の推力は78.5kNで比推力は真空中で342秒である。
エンジンは軌道上で待機可能(最大4000秒)、高信頼性に設計され、小型の上段用のエンジンとしては初めて二段燃焼サイクルが採用された。